# Gabriela Cé
Gabriela Cé, née le 3 mars 1993 à Porto Alegre, est une joueuse de tennis brésilienne professionnelle.

## Carrière
Vainqueure de 11 tournois en simple et 21 en double sur le circuit ITF, elle se distingue en remportant en novembre 2015 le tournoi WTA 125 de Carlsbad en double avec sa partenaire paraguayenne Verónica Cepede Royg.

## Palmarès

### Titre en double dames
Aucun

### Finale en double dames
| No | Date       | Nom et lieu du tournoi       | Catégorie | Dotation  | Surface      | Vainqueures                     | Partenaire   | Score            |          |
| -- | ---------- | ---------------------------- | --------- | --------- | ------------ | ------------------------------- | ------------ | ---------------- | -------- |
| 1  | 11-04-2016 | Claro Open Colsanitas Bogota | Intern'l  | 250 000 $ | Terre (ext.) | Lara Arruabarrena Tatjana Maria | Andrea Gámiz | 6-2, 4-6, [10-8] | Parcours |

### Titre en double en WTA 125
| No | Date       | Nom et lieu du tournoi    | Catégorie | Dotation  | Surface    | Partenaire           | Finalistes                        | Score            |          |
| -- | ---------- | ------------------------- | --------- | --------- | ---------- | -------------------- | --------------------------------- | ---------------- | -------- |
| 1  | 23-11-2015 | Carlsbad Classic Carlsbad | WTA 125   | 125 000 $ | Dur (ext.) | Verónica Cepede Royg | Oksana Kalashnikova Tatjana Maria | 1-6, 6-4, [10-8] | Parcours |

## Parcours en Grand Chelem

### En simple
| Année | Open d'Australie | Open d'Australie       | Internationaux de France | Internationaux de France | Wimbledon | Wimbledon       | US Open | US Open       |
| ----- | ---------------- | ---------------------- | ------------------------ | ------------------------ | --------- | --------------- | ------- | ------------- |
| 2015  | —                | —                      | —                        | —                        | —         | —               | Q1      | Yang Zhaoxuan |
|       |                  |                        |                          |                          |           |                 |         |               |
| 2020  | Q1               | Sachia Vickery         | Q1                       | Elitsa Kostova           | Annulé    | Annulé          | —       | —             |
| 2021  | Q1               | Elisabetta Cocciaretto | —                        | —                        | —         | —               | —       | —             |
| 2022  | —                | —                      | —                        | —                        | Q1        | Léolia Jeanjean | —       | —             |

N.B. : à droite du résultat se trouve le nom de l'ultime adversaire.

### En double dames
N'a jamais participé à un tableau final.

## Parcours en Fed Cup
| #                                                            | Date       | Lieu      | Surface      | Gagnante(s)                      | Perdante(s)               | Score    |          |
|                                                              |            |           |              |                                  |                           |          |          |
| 2014 - Barrage (groupe mondial II) - Brésil - Suisse - 1 : 4 |            |           |              |                                  |                           |          |          |
| 1                                                            | 19/04/2014 | Catanduva | Terre (ext.) | Belinda Bencic Viktorija Golubic | Gabriela Cé Laura Pigossi | 6-2, 6-2 | Parcours |

## Classements WTA en fin de saison
| Année          | 2011 | 2012 | 2013 | 2014 | 2015 | 2016 | 2017 | 2018 | 2019 | 2020 | 2021 | 2022 | 2023 | 2024 |
| Rang en simple | 668  | 431  | 396  | 225  | 241  | 512  | 403  | 388  | 230  | 239  | 286  | 252  | 413  | 431  |
| Rang en double | 500  | 403  | 347  | 332  | 223  | 129  | 197  | 439  | 214  | 235  | 384  | 616  | 1254 | 689  |

Source : (en) Classements de Gabriela Cé sur le site officiel de la Fédération internationale de tennis